# František Šterc
František Šterc (Šlapanice, Imperio austrohúngaro, 27 de enero de 1912-Brno, Checoslovaquia, 31 de octubre de 1978) fue un futbolista checoslovaco que jugaba como centrocampista o delantero.

## Selección nacional
Fue internacional con la selección de fútbol de Checoslovaquia en 2 ocasiones. Formó parte de la selección subcampeona de la Copa del Mundo de 1934, pese a no haber jugado ningún partido durante el torneo.

### Participaciones en Copas del Mundo
| Mundial                        | Sede   | Resultado  | Partidos | Goles |
| ------------------------------ | ------ | ---------- | -------- | ----- |
| Copa Mundial de Fútbol de 1934 | Italia | Subcampeón | 0        | 0     |

## Clubes
| Club         | País                              | Año       |
| ------------ | --------------------------------- | --------- |
| SK Šlapanice | Checoslovaquia                    | ¿-1932    |
| SK Židenice  | Checoslovaquia                    | 1932-1938 |
| SK Šlapanice | Protectorado de Bohemia y Moravia | 1938-1940 |